# امیر تتلو
امیرحسین مقصودلو (زادهٔ ۳۰ شهریور ۱۳۶۲) که با نام حرفه‌ای امیر تتلو شناخته می‌شود، خواننده و ترانه‌نویس ایرانی است که در ژانر رپ، پاپ و آراندبی فعالیت می‌کند. او از نخستین خوانندگان ژانر آراندبی در ایران است که به شکل زیرزمینی کار کرده و به شهرت رسید.
تتلو در میانهٔ دههٔ ۱۳۸۰ به دبی سفر کرد و پس از مدتی به ایران بازگشت. او نخستین آلبوم رسمی خود به نام زیر همکف را در سال ۱۳۹۰ و بدون گرفتن مجوز از وزارت فرهنگ و ارشاد اسلامی، منتشر کرد. تتلو در سال ۱۳۹۷ به استانبول رفت و نخستین کنسرت خود را همان سال در تفلیس، گرجستان برگزار کرد. نخستین بازداشت تتلو در سال ۱۳۹۲ توسط پلیس امنیت اخلاقی بود و پس از آن در سال ۱۳۹۵ به اتهام «تشویش اذهان عمومی و اشاعه فساد و فحشا» به‌مدت بیش از دو ماه در بازداشت موقت به‌سر برد. او در بهمن ۱۳۹۸ در ترکیه به‌دلیل آنچه «نقض مقررات ویزا» عنوان شد، برای یک هفتهٔ بازداشت بود. تتلو بار دیگر در ترکیه بازداشت و در ۱۴ آذر ۱۴۰۲ به ایران تحویل داده شد.
در کنار کارهای هنری، رفتارها و گرایش سیاسی تتلو در دوره‌های گوناگون، مایهٔ مجادلات فراوانی شده است. دیدگاه‌های او دربارهٔ موضوع‌های گوناگونی از جمله سوگواری محرم، قربانی کردن جانوران، حجاب و هواداری وی از برخی مقامات جمهوری اسلامی درکنار اتهاماتی مانند «توهین و دعوت به ضرب‌وشتم زنان» و «دعوت از کودکان زیر سن قانونی برای رابطهٔ جنسی»؛ همگی بحث‌برانگیز شده است. او از چهره‌های خبرساز و پرمخاطب شبکه‌های اجتماعی در ایران است. حساب کاربری تتلو در اینستاگرام، به‌دلیل زیر پا گذاشتن قوانین این سرویس، دو بار بسته‌شده است؛ یک بار در سال ۱۳۹۷ و بار دیگر در سال ۱۳۹۹. بنابر اعلام بی‌بی‌سی فارسی، اینستاگرام در بار دوم اعلام کرد که تتلو دیگر اجازهٔ فعالیت در این سرویس را ندارد.
تتلو در سیاست نیز از کسان گوناگونی پشتیبانی کرده است. او نخست از میرحسین موسوی پشتیبانی کرد و در انتخابات ۱۳۹۶ جمهوری اسلامی ایران، درآغاز از محمدباقر قالیباف و پس از انصراف او، از سید ابراهیم رئیسی، پشتیبانی کرد. مخاطبان او، عموماً دهه هشتادی‌ها هستند.

## اوایل زندگی
امیرحسین مقصودلو در ۳۰ شهریور ۱۳۶۲ (یا ۱۳۶۶) در محله مجیدیه تهران با اصالتی آذری و در یک خانوادهٔ ۵ نفره زاده شد. مدتی به خاطر کار پدرش در رشت زندگی کردند و امیر با توجه به وضع مالی خانواده‌اش، از نوجوانی کارگری کرده است. او دو خواهر بزرگ‌تر از خود دارد. امیر تتلو مدتی در کارگاه نجاری و گاهی نیز در یک سوپرمارکت شاگرد بود. تحصیلات تتلو، دیپلم ریاضی است. امیر تتلو در میانه‌های دههٔ ۱۳۸۰ به دبی سفر کرد و پس از مدتی به ایران بازگشت.

## فعالیت هنری
تتلو کار هنری خود را در سال ۱۳۸۲ آغاز کرد و با وبلاگی که دوست او ایجاد کرده‌بود به انتشار کارهای خود پرداخت. در سال ۱۳۹۰، تتلو نخستین آلبوم خود را با نام زیر همکف منتشر کرد که حاوی ۹ ترانه بود. او همچنین آلبوم تتلیتی را در سال ۱۳۹۲ ارائه کرد که حاوی ۱۵ ترانه بود.

### حمایت از ایران در جام جهانی ۲۰۱۴
در سال ۱۳۹۳ تتلو ترانهٔ «منم یکی از اون یازده تام» را در حمایت از تیم ملی فوتبال ایران در جام جهانی فوتبال ۲۰۱۴ برزیل خواند. این آهنگ قالبی اندوه‌گین دارد و در آهنگ و نماهنگ تولید شده برای آن، از زمین خاکی، بدبختی و توپ پلاستیکی یاد شده است. او پس از این ترانه اعلام کرد که پس از انتشار آهنگ «مردمان بی عشق» از موسیقی خداحافظی می‌کند و می‌خواهد فوتبالیست شود. در راستای همین موضوع، امیر تتلو در روز ۲۲ مهر ۱۳۹۳ به‌طور سرزده به تمرین تیم پرسپولیس رفت و اعلام کرد می‌خواهد جای علی کریمی را در این تیم بگیرد. طبق نوشته‌های مطبوعات در روزهای آینده اعلام شد امیر تتلو در همان روز توسط حمید درخشان سرمربی وقت پرسپولیس از تمرین این تیم اخراج شده است. خوردبین سرپرست تیم پرسپولیس نیز بیان کرد که محترمانه از امیر تتلو خواسته است که از آن‌جا برود. پس از این حواشی امیر تتلو در صفحه فیس‌بوک خودش اعلام کرد نمی‌خواهد برای پرسپولیس حاشیه‌سازی کند و قصد دارد فوتبال را در تیم راه‌آهن آغاز کند. چند روز پس از این سخنان، امید گل‌مکانی معاون رسانه‌ای باشگاه راه‌آهن در واکنش به خبر تمایل تتلو برای حضور در تمرینات این تیم اعلام کرد: «با توجه به این‌که از ابتدای لیگ چهاردهم بنای باشگاه راه‌آهن بر مبنای آن قرار گرفته که تمرینات تیم به دور از هرگونه هیاهوی رسانه‌ای برگزار شود تا کادرفنی و بازیکنان تمام تمرکز خود را بر روی مسائل فنی قرار داده و مطرح شدن مسائل حاشیه‌ای به ویژه خارج از فوتبال، تمرکز تیم را برهم نزند، ضمن ادای احترام به اظهارنظرهای مختلف در این زمینه، با عرض عذرخواهی، از حضور افراد متفرقه در جریان تمرینات تیم راه‌آهن، ممانعت خواهد شد.»

### آهنگ «انرژی هسته‌ای» و «شهدا»
در سال ۱۳۹۴ حین مذاکرات هسته‌ای ایران و ۱+۵ در وین در ژوئیهٔ ۲۰۱۵، ترانهٔ «انرژی هسته‌ای» با موضوع انرژی هسته‌ای از تتلو منتشر شد. در ویدئوی این ترانه، تتلو بر عرشهٔ یک ناو نظامی ایرانی نوشتار «خلیج مسلح فارس حق مسلم ماست» را خواند. این ترانه که با یاری نیروهای مسلح ایران ساختهٔ شده، به‌عنوان پیام ارتش ایران به توافق هسته‌ای قلمداد شد. این ترانه در زمان انتشار رتبهٔ نخست جستجوی گوگل در ایران را به خود اختصاص داد و در رسانه‌های داخل و خارج از کشور بازتاب یافت.
انتشار این ترانه مایهٔ بروز انتقاداتی از تتلو شد و وی را با محمدرضا شجریان که ترانهٔ «تفنگت را زمین بگذار» را در حمایت از معترضان انتخابات سال ۱۳۸۸ ساختهٔ بود هم‌سنجی کردند. تتلو در پاسخ، با فرستادن گفتاری در رسانه‌های مجازی از هوادارانش خواست «بغ‌بغو» کنند که با پاسخ آنان روبرو شد. او ۱۵ مهر ۱۳۹۴ در موزه صلح تهران حضور یافت و از سوی مجروحان و جانبازان شیمیایی و قطع نخاع ایران برای ساخت کلیپ «شهدا» تجلیل شد و به‌عنوان سفیر صلح این موزهٔ معرفی شد.

### مهاجرت از ایران
امیر تتلو در ۲۶ اسفند ۱۳۹۶ با انتشار پستی در اینستاگرام از دنیای موسیقی ایران به‌طور موقت خداحافظی کرد و پس از مدتی کوتاه فعالیت‌های هنری خود را پی گرفت. او در سال ۱۳۹۷ پس از ناتوانی در کسب مجوز برای «فعالیت قانونی» در کشورش به ترکیه رفت و در آن‌جا به فعالیت‌های هنری خود ادامه داد.

### آلبوم ۷۸
۷۸ عنوان دوازدهمین آلبوم استودیویی امیر تتلو بود که در بین سال‌های ۱۳۹۸ تا ۱۳۹۹ منتشر شد. اولین تک‌آهنگ این آلبوم به نام «پریشب» در ۱۶ مهر ۱۳۹۸ پخش شد. این آلبوم یکی از طولانی‌ترین آلبوم‌های موسیقی جهان با ۳ ساعت و ۴۶ دقیقه و ۵۰ ثانیه است. آهنگ «خلسه» در این آلبوم با ۸:۰۸ دقیقه، طولانی‌ترین آهنگ به سبک پاپ در جهان است. «ولش کن» هشتمین آهنگ آلبوم ۷۸ بود که با ۸:۴۸ دقیقه، طولانی‌ترین آهنگ بدون کورس ایرانی است. «در واقع» دوازدهمین تک‌آهنگ آلبوم بود که به سبک هاوس خوانده شده است و با ۹:۰۹ دقیقه، طولانی‌ترین آهنگ با این سبک در جهان است. «مال من باش» با همکاری سهراب ام‌جی و ارکیده در سال ۱۳۹۹ پخش شد که این آهنگ با ۱۰:۲۰ دقیقه جز طولانی‌ترین همکاری‌های ۳ نفره در ایران و جهان است. شانزدهمین آهنگ آلبوم ۷۸ با در سال ۱۳۹۹ با عنوان «من ۳» منتشر شد. این آهنگ با ۲۰:۱۰ دقیقه، طولانی‌ترین آهنگ تک‌نفره ایران و جهان است.

### همکاری با یونیورسال موزیک
پس از ادامه‌یافتن کارهای تتلو در بیرون از ایران، دربارهٔ همکاری تتلو با گروه موسیقی یونیورسال صحبت‌هایی به میان آمده بود که با شروع سال ۱۴۰۰، شرکت موسیقی یونیورسال آلمان که زیرمجموعه گروه موسیقی یونیورسال است، در شبکه‌های اجتماعی خبر امضای قرارداد با امیر تتلو را تأیید کرد. این کمپانی از تتلو به عنوان یک «سوپراستار» یاد کرد و به رکوردهای قابل توجه و طرفداران بسیار تتلو در شبکه‌های اجتماعی اشاره کرد. به گفته این شرکت تتلو آلبومی به نام ۷۸ را با زمان ۳ ساعت و ۴۶ دقیقه و ۵۰ ثانیه دارد که رکورد قابل توجهی در دنیای موسیقی شمرده می‌شود. همچنین این شرکت، امیر تتلو را از شخصیت‌های اثرگذار در ایران دانست که از پرداختن به ناهنجاری‌ها و بیان صریح انتقادات اجتماعی که به دفعات منجر به دستگیری، کیفرخواست، و در نهایت زندان شده، ترسی ندارد.

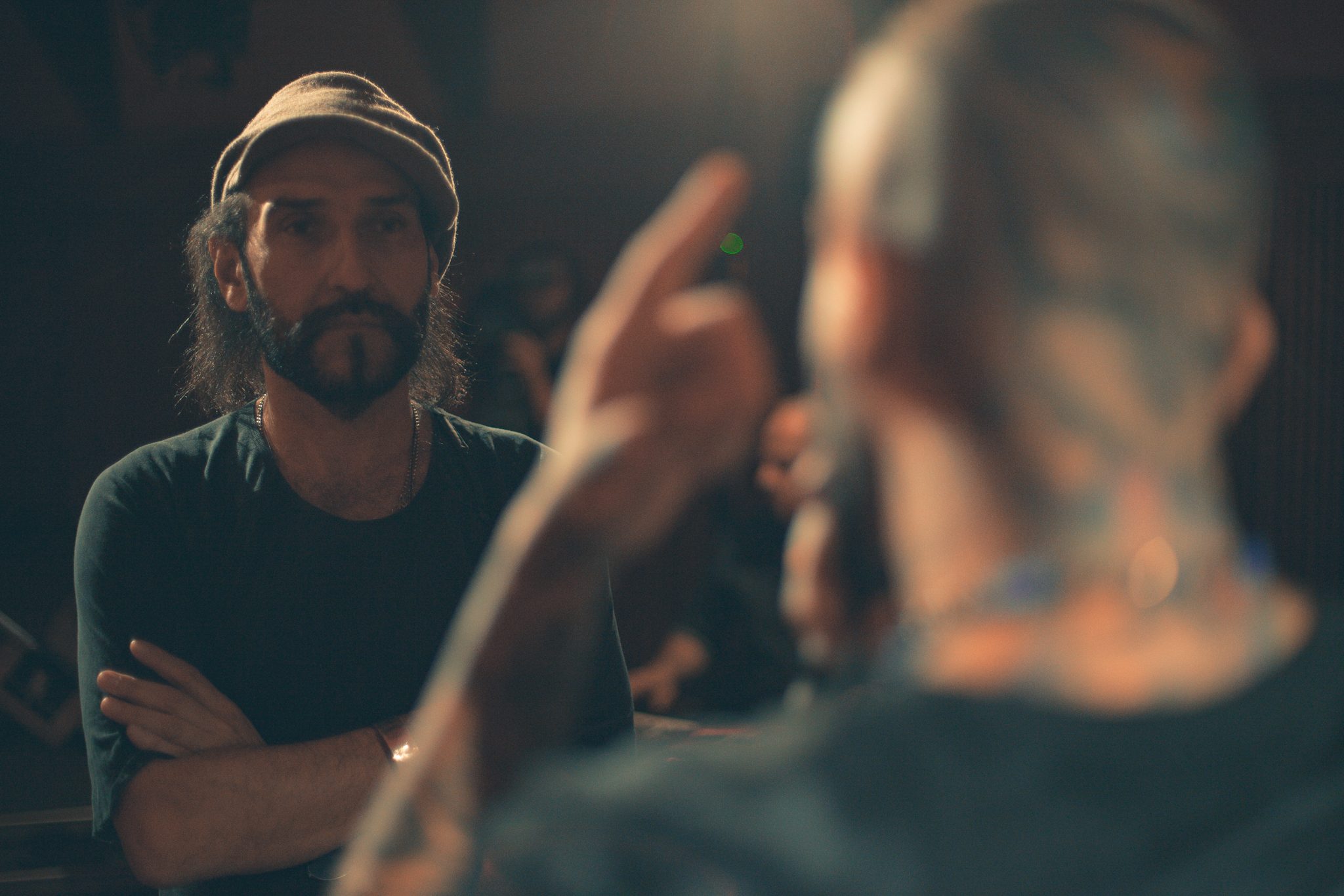
در حاشیه ضبط نخستین کنسرت تلویزیونی امیر تتلو در برنامه بلور بنفش به تهیه کنندگی بهزاد بلور از شبکه بی‌بی‌سی فارسی

### حمایت از خیزش ۱۴۰۱ ایران
در پی اعتراضات پس از درگذشت مهسا امینی، تتلو ترانهٔ «انقلاب صلح» را به همراه پوتک، رضا پیشرو و بهار آتیش منتشر کرد. تتلو در ادامه ترانه‌های سیاسی و اعتراضی خود، ترانهٔ «چطوری میشه؟» را به همراه پیشرو، اردلان طعمه و بهار آتیش منتشر کرد.

## حواشی، بازداشت و اتهامات
در بهار ۱۳۸۷ نیروی انتظامی به دنبال پلمب آنچه «استودیوهای غیرمجاز» می‌خواند و در پی دستگیری برخی از چهره‌های موسیقی زیرزمینی، تتلو چند ماه در جزیره کیش زندگی مخفیانه داشت.
امیر تتلو چندین‌بار با اتهام‌های گوناگون بازداشت و پس از مدتی آزاد شده است. نخستین خبر بازداشت او پس از بازگشت به ایران در سال ۱۳۸۷ با عنوان بازداشت «خواننده معروف و مبتذل خوان رپ» منتشر شد.
در جریان اعتراضات پس از انتخابات ۱۳۸۸ امیر تتلو بار دیگر دستگیر و پس از چند ماه بازداشت، از زندان آزاد شد. او در پاییز ۱۳۸۸ به دوبی رفت و کار موسیقی را در آنجا ادامه داد. اما به دلیل بیماری مادرش به ایران بازگشت و بار دیگر دستگیر شد.

### نخستین بازداشت در ایران
وی در ۱۲ آذر سال ۱۳۹۲ بازداشت شد. مسعود زاهدیان، رئیس «پلیس امنیت اخلاقی» ایران اعلام کرد: «امیر تتلو، خوانندهٔ زیرزمینی دستگیر و در اختیار مقامات قضایی قرار داده شده است.» به گزارش ایسنا، زاهدیان دربارهٔ خواننده‌های «زیرزمینی» که آثار آن‌ها از شبکه‌های خارجی پخش می‌شود، گفت: «پلیس با این دسته از افراد برخورد می‌کند. اجازه نخواهیم داد در فضای قانونی کشور اتفاقی بیفتد. صداوسیما و وزارت ارشاد زمینه‌های لازم را برای فعالیت هنرمندان فراهم کرده‌اند و افرادی که به شکل زیرزمینی قصد فعالیت دارند باید دست از این کار خود برداشته و در قالب هنر قانونی و واقعی به فعالیت خود ادامه دهند.» در همین باره خبرگزاری فارس نیز گفت: «پروندهٔ او در اختیار دادسرای امنیت قاضی شهید مقدس فرستاده شده، رسیدگی به پرونده او آغاز شده و پرونده در مرحلهٔ تحقیقات و بازپرسی است.»
پس از چند روز، حسین تهی خوانندهٔ رپ و دوست تتلو در گفت‌وگو با رادیو فردا با انتقاد از «عملکرد خودسرانهٔ نهادهای امنیتی و انتظامی در ایران» و «فشار آن‌ها به هنرمندان رپ»، از آزادی دوست خود خبر داد و اعلام کرد امیر تتلو با گرو گذاشتن وثیقه آزاد شده است. چندی بعد، اخبار مبنی بر انتشار ندامت‌نامه‌ای از او و تلاشش برای کسب مجوز از وزارت فرهنگ و ارشاد اسلامی منتشر شد.

### تعریف و تمجید از خامنه‌ای
امیر تتلو در خرداد ۱۳۹۴ در صفحهٔ اینستاگرامش با تمجید از سید علی خامنه‌ای، رهبر انقلاب اسلامی نوشت:
«والا به خدا این حرفام چاپلوسی نیست!! تازه چند وقته فهمیدم که رهبر خودمون چقدر بزرگه و چقدر ساده زندگی میکنه … و حتی یک دستِشو برای دفاع از کشورمون از دست داده و خیلی چیزای دیگه که بخوام اینجا بنویسم جا نمیشه!! مشکل اینه که ما ناشکریم!!»

### دومین بازداشت در ایران و اتهامات
تتلو در ۲ شهریور ۱۳۹۵ دوباره بازداشت شد درحالی که در چند روز قبل از آن وی به دادسرا احضار شده‌بود. بنابر اعلام رسانه‌ها او در ۳ شهریور توسط نیروهای لباس شخصی بازداشت شد. برخی از خبرگزاری‌ها گفتند دلیل این بازداشت، توهین به قاضی پرونده‌اش بوده (پرتاب کردن قندان به سمت قاضی بعد از بی‌احترامی قاضی به مادرش) در حالی که برخی دیگر گزارش دادند که تتلو به اتهام «ترویج فساد و فحشا» بازداشت شده است. خبرگزاری فارس با اعلام خبر بازداشت وی نوشت: «یک خواننده به دلیل توهین به بازپرس پرونده‌اش بازداشت شد. امیرحسین. م به دلیل توهین به قاضی بیژن قاسم‌زاده، بازپرس پرونده‌اش بازداشت شده است. او قبلاً با تشکیل پرونده قضایی از سوی دادسرا احضار شد. او کلیپ صوتی توهین‌هایی را به بازپرس خود وارد کرده و به همین دلیل عصر روز گذشته بازداشت شده است.» در ۳ آبان ۱۳۹۵ تتلو با انتشار عکسی در صفحهٔ شخصی اینستاگرامش خبر داد پس از پس از ۶۲ روز بازداشت به قید وثیقه آزاد شده است. در همین حال ۵ آبان ۱۳۹۵ نامه‌ای از بیژن قاسم‌زاده، بازپرس دادسرای فرهنگ و رسانه و شاکی خصوصی تتلو منتشر شد که وی، در آن نامه از شکایت خود علیه تتلو گذشته و رضایت خود از این خواننده را اعلام کرده بود. پس از چندی عباس جعفری دولت‌آبادی، دادستان تهران، در ۱۵ آبان ۱۳۹۵ گفت: «یک خوانندهٔ زیرزمینی در ایران به مجازات شلاق و حبس محکوم شده است و به موجب حکم صادره از محاکم تهران، این خوانندهٔ زیرزمینی به ده سال حبس و ۷۴ ضربه شلاق محکوم شده است که با توجه به اعلام گذشت یکی از شکات، یک دوم مجازات حبس تعلیق شده است.» دادستان تهران هویت این خواننده، جزئیات پرونده یا اتهامات او را بیان نکرد اما بنابر شواهد حرف‌های وی دربارهٔ تتلو بود که بیش از دو ماه بازداشت بود و در اوایل آبان ۱۳۹۵ از بازداشت آزاد شد. دادستان تهران پیشتر گفته بود که امیر تتلو در دادگاه «عذرخواهی» کرده است.
وی تتلو در بهار ۱۳۹۶ یک پیام صوتی منتشر کرد که به نظر می‌رسید تحت فشار اداره اطلاعات سپاه قرار داشته است. این در حالی بود که تتلو چندسالی بود که با ترویج حجاب و ارزش‌های دینی و تمجید از رهبر جمهوری اسلامی ایران سعی کرده بود از حواشی فاصله بگیرد و تلاش‌هایی برای دریافت مجوز و فعالیت رسمی هم کرده بود که بی‌نتیجه مانده بود و یک سال پیش از این بازداشت، در جریان مذاکرات هسته‌ای، ویدئویی منتشر کرد که در آن بر روی عرشهٔ یک ناو نظامی ایران از حق ایران برای داشتن انرژی هسته‌ای می‌خواند. در همین رابطه معاون وقت وزارت ارشاد نیز با رد دستگیری و محکومیت تتلو به علت فعالیت‌های هنری، اعلام کرد که «بازداشت و محکومیت وی به‌خاطر فعالیت هنری‌اش نبوده است.»

### انتخابات ۱۳۹۶ و حمایت از ابراهیم رئیسی
تتلو در انتخابات سال ۱۳۹۶ ابتدا از محمدباقر قالیباف و پس از انصراف او به نفع سید ابراهیم رئیسی، در ۲۵ اردیبهشت ۱۳۹۶ از رئیسی حمایت کرد. همچنین او در پیامی از حسن روحانی خواست از رقابت با رئیسی خودداری و کناره‌گیری کند. او سپس با رئیسی دیدار کرد و پس از بالا گرفتن موج انتقادات و مقایسه‌هایی که با محمدرضا شجریان (هنرمند منتسب به طیف روبرو) صورت می‌گرفت، در پستی در اینستاگرام خود گفت «ربنای» شجریان تکراری است که منت آن را بر سر مردم گذاشته و او نیز می‌تواند «ربنا» بخواند. این اعلام حمایت تتلو از رئیسی واکنش‌های زیادی را به دنبال داشت. علی‌اکبر رائفی‌پور در حمایت از او در نامه‌ای سرگشاده اعلام کرد که به حال تتلو غبطه می‌خورد زیرا که او معیار تشخیص حق از باطل است. علیرضا پناهیان نیز این دیدار رئیسی و تتلو را با دیدار حسین بن علی و زهیر بن قین مقایسه کرد و این دو دیدار را در یک راستا دانست.

### حضور در جشن یک‌سالگی فارس پلاس

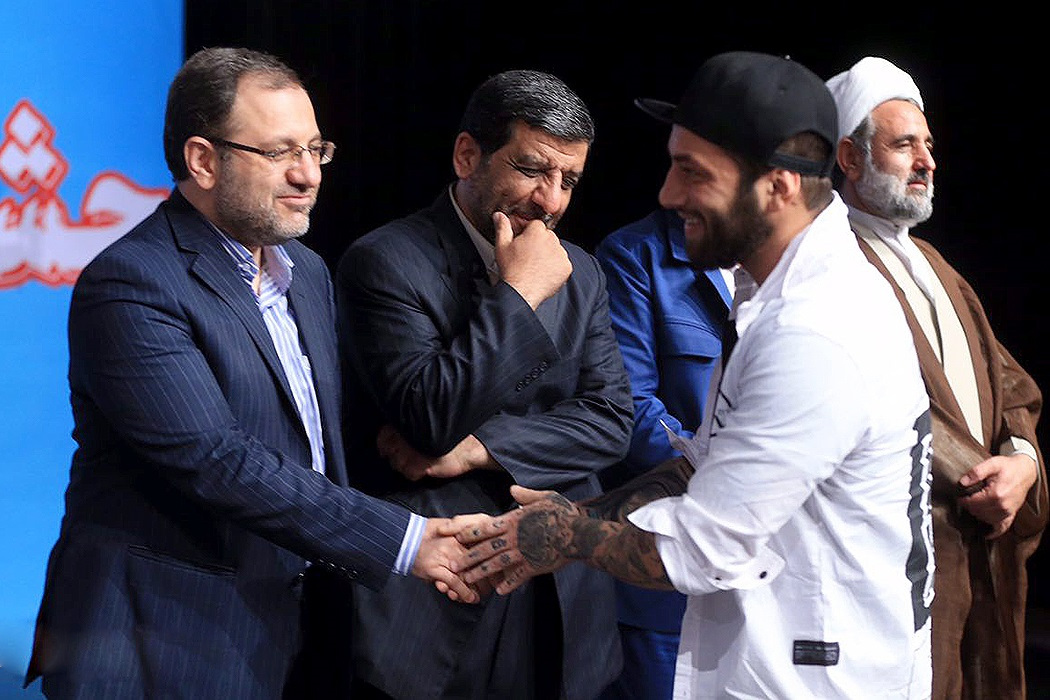
تتلو در جشن یک‌سالگی فارس پلاس در تیر ۱۳۹۶. از چپ به راست: نظام‌الدین موسوی، عزت‌الله ضرغامی، یاسر جبرائیلی و مجتبی ذوالنوری.

امیر تتلو در ۲۵ تیر ۱۳۹۶ در جشن نخستین سالگرد راه‌اندازی فارس پلاس (از زیرمجموعه‌های خبرگزاری فارس و وابسته به سپاه) شرکت کرد که حضور وی در این مراسم، پوشش ویژه لباسش و جایزه گرفتن از شخصیت‌های اصول‌گرا خبرساز شد. این مراسم با حضور برخی مسئولان و شخصیت‌های فرهنگی، نمایندگان مجلس، خبرنگاران و اصحاب رسانه‌ای وابسته به جریان اصول‌گرایی همچون: حمید رسایی، مجتبی ذوالنور، عزت‌الله ضرغامی، یاسر جبرائیلی، نظام‌الدین موسوی برگزار شد.

### بازداشت ۱۳۹۸ در ترکیه
در بهمن ۱۳۹۸ احمد نوریان سخنگوی نیروی انتظامی از بازداشت امیرحسین مقصودلو در ترکیه به درخواست پلیس ایران خبر داد. وی گفت: «به علت پرونده‌های قضایی که برای تتلو در ایران تشکیل شده بود، اعلان قرمز اینترپل برای این فرد اعلام و وی در ترکیه بازداشت شد.» نوریان همچنین افزود: «تتلو در حال حاضر در بازداشت است و بعد از طی مراحل اداری انتقال وی به ایران، وی تحویل پلیس اینترپل ایران می‌شود.» در همین حال برخی رسانه‌ها در ایران اعلام کردند وی در زمان اقامت خود در ترکیه و به درخواست مقامات قضایی جمهوری اسلامی به جرم آنچه «اشاعهٔ فساد» و «تحریک به مصرف روان‌گردان» نامیده شده، توسط پلیس ترکیه و به سبب اعلان اینترپل بازداشت شده است. رئیس پلیس بین‌الملل نیروی انتظامی جمهوری اسلامی گفت: «بازداشت به درخواست مراجع قضایی ایران از اینترپل انجام شده است.» ولی بررسی‌ها نشان داد که در صفحهٔ اعلان قرمز پلیس بین‌الملل، نام امیرحسین مقصودلو دیده نمی‌شود. سپس محمدجعفر منتظری دادستان کل کشور جمهوری اسلامی در ۱۱ بهمن ۱۳۹۸ با «مجرم» نامیدن مقصودلو گفت: «مقدمات بازگشت این خواننده به زودی به کشور فراهم خواهد شد.»
هواداران تتلو نیز با هشتگ «تتلو را آزاد کنید» برای آزادی او تلاش کردند و تجمعی در برابر محل نگهداری او انجام دادند و با امضا طوماری خواستار آزادی وی و جلوگیری از تحویل‌اش به پلیس ایران شدند. در همین باره، یک مقام پلیس ترکیه گفت «امیرحسین مقصودلو (تتلو) به دلیل نقض مقررات ویزا بازداشت شده است.» این مقام پلیس همچنین تأیید کرده بود که در رابطه با مسائل مربوط به موادمخدر، «اخطار قرمز» برای او صادر شده است. پلیس ترکیه همچنین اعلام کرد تصمیمی برای تحویل دادن وی به ایران ندارد. سرانجام تتلو پس از یک هفته بازداشت در روز ۱۴ بهمن ۱۳۹۸ آزاد شد و با اعلام آزادی خود، از پلیس و مردم ترکیه که او را به پلیس جمهوری اسلامی تحویل ندادند و همچنین از تمام کسانی که خواستار آزادی وی شده و برای آزادی‌اش تلاش کرده بودند از جمله هیچ‌کس، رضا پیشرو، پویان مختاری، مسیح علی‌نژاد و طرفدارانش تشکر کرد.

## دستگیری ۱۴۰۲ و بازگشت به ایران
نخستین بار تتلو در صبح ۸ آذر ۱۴۰۲ ادعا به بازگشت به ایران کرد و زندگی در ترکیه را «بسیار سخت» خواند. تتلو چندی پیش به گرفتن پاسپورت خود اقدام کرده بود اما موفق به کسب آن نشد. تتلو عکسی از بلیط پرواز خود به مقصد ایران را در عصر پنجشنبه منتشر کرد و ادعا کرد پرواز او ساعت ۱۰ شب به وقت ایران است و حدود ساعت ۱ بامداد به ایران می‌رسد. پس از آنکه در فرودگاه اجازه ورود به هواپیما را به تتلو ندادند، او تصمیم گرفت برگه دیپورت خود را از کشور ترکیه امضا کند. با این حال بازهم به او اجازه خروج از ترکیه را ندادند و تتلو را از فرودگاه بیرون کردند.
برخی از خبرگزاری‌ها مانند خبرآنلاین و هفت صبح باور داشتند که اقدام تتلو برای بازگشت به ایران یک «نمایش برای جلب توجّه و حاشیه» است. برخی از رسانه‌ها ادعا کردند خروج تتلو از ترکیه به دلیل شکایات بسیاری از جمله «اتهام به تجاوز» بود.
رسانه‌های ایران ۱۵ آذر ۱۴۰۲ گزارش دادند که پلیس ترکیه تتلو را در مرز بازرگان به ایران تحویل داده است و پس از بازگردانده شدن بازداشت شد.
علی‌اکبر رائفی‌پور در رابطه با بازگشت تتلو به ایران گفت:
«هنوز هم معتقدم کسانی که زمینه خروج تتلو از کشور را فراهم کردند نفوذی یا به‌غایت احمق بودند. تتلو با خروج از کشور از کنترل خارج شد و ظرفیت عظیم او در تأثیرگذاری بر نسل Z (تینیجرها) به قهقرا رفت! بررسی‌ها به‌وضوح نشان می‌دهد محبوبیت او پس از خروج از کشور افزایش یافت و آهنگ‌هایش که حالا دیگر خط قرمزی نداشت بسیار بیشتر شنیده شد. اگر زمان به گذشته بازگردد باز هم سعی خواهم کرد که به زندان نرود و در ایران بماند.»— علی‌اکبر رائفی‌پور، ۱۵ آذر ۱۴۰۲
در ۱۶ آذر ۱۴۰۲ ناصر عتباتی رئیس‌کل دادگستری آذربایجان غربی، خبر از تحویل امیر تتلو به مقامات قضایی تهران را داد. از جمله اتهاماتی که بر تتلو وارد شده و وی را به تهران برای محاکمه انتقال دادند می‌توان به تجاوز، شکنجه، فحاشی، بردگی جنسی، حبس و اغفال دختران ایرانیِ زیر سن قانونی اشاره کرد.

### پرونده قضایی
| شاکی  | اتهام                                                 | دادگاه    | وضعیت                           |
| ----- | ----------------------------------------------------- | --------- | ------------------------------- |
| ۱ نفر | نشر اکاذیب به وسیله سامانه یارانه‌ای و مخابراتی        | بدوی      | ۲ سال حبس تعزیری و ۷۴ ضربه شلاق |
| گروه  | فعالیت تبلیغی علیه نظام                               | بدوی      | تبرئه                           |
| گروه  | دایر کردن سایت شرط‌بندی برای قمار و تشویق دیگران به آن | بدوی      | تبرئه                           |
| گروه  | انتشار محتویات مستهجن در قالب تولید کلیپ و آهنگ       | بدوی      | تبرئه                           |
| گروه  | تحریک و دعوت از مخاطبان به ارتکاب جرایم منافی عفت     | بدوی      | تبرئه                           |
| گروه  | مصرف مواد مخدر                                        | بدوی      | تبرئه                           |
| گروه  | اجتماع و تبانی علیه امنیت کشور با توصیه به هواداران   | بدوی      | تبرئه                           |
| گروه  | فعالیت آموزشی و تبلیغی مغایر شرع اسلام                | بدوی      | تبرئه                           |
| گروه  | توهین به مقدسات                                       | بدوی      | ۵ سال حبس تعزیری                |
| گروه  | تشویق به فساد و فحشا                                  | بدوی      | ۱۰ سال حبس                      |
| گروه  | سب‌النبی                                               | بدوی      | اعدام                           |
| گروه  | سب‌النبی                                               | تجدید نظر | در حال بررسی                    |

نخستین پروندهٔ قضایی تتلو که بعد از بازگشت به ایران مورد بررسی قرار گرفت و برای تتلو مجازات در نظر گرفته شد، پروندهٔ مربوط به قتل آتنا اصلانی بود. در ۱۲ دی ۱۴۰۲ نتیجهٔ دادگاه غیابی تتلو مربوط به قتل آتنا اصلانی اعلام شد و او به ۲ سال حبس تعزیری و ۷۴ ضربه شلاق محکوم شد. ارتباط تتلو با این پرونده به زمانی بر می‌گردد که او در مورد قتل آتنا اصلانی در پیامی نوشت:
«اینها گناه پدر و مادر و بدحجابی هستن. صد دفعه گفتم حجاب مهمه حتی واسه بچه کوچیک. والله به خدا این بچه اگه حجاب داشت چشم بد دنبالش نمی‌افتاد. مردم!! چشماتون روباز کنید. جوری که بچه‌های امروز حرف میزنن و برخورد میکنن یعنی به تکامل ذهنی رسیدن و باید حجاب داشته باشن تا در خطر نباشن.»— امیر تتلو، تابستان ۱۳۹۶
شکایت خانواده اصلانی به سال ۱۳۹۷ بر می‌گردد و در آن زمان تتلو به تحمل ۷۴ ضربه شلاق تعزیری و از بابت «نشر اکاذیب به وسیله سامانه یارانه‌ای و مخابراتی» به تحمل دو سال حبس تعزیری و پرداخت ۴۰ میلیون ریال جزای نقدی در حق صندوق دولت محکوم شده بود.
اولین جلسهٔ دادگاه تتلو در ۱۴ اسفند ۱۴۰۲ به ریاست قاضی افشاری در شعبهٔ ۲۶ دادگاه انقلاب اسلامی برگزار شد. در حاشیهٔ این جلسه، تتلو با مادر و خواهر خود دیدار کرد.
در ۳۰ دی ۱۴۰۳ گفته شد تتلو به اتهام سب‌النبی از سوی دادگاه کیفری استان تهران به اعدام محکوم شده است در حالی‌که بعداً تکذیب شد.

### وصیت‌نامهٔ تتلو
در ۲۱ فروردین ۱۴۰۴، نامه‌ای تحت عنوان «وصیت‌نامهٔ امیر تتلو» از تتلو توسط خانوادهٔ او پخش شد. تتلو متن این نامه را برای خانواده‌اش خوانده و آنها نوشته‌اند و در رسانه‌ها منتشر کردند. متن نامه به شرح ذیل است:
«سلام
اینجانب امیر تتلو اگر خداوند بخواهد به واسطهٔ حکم حال حاضر دادگاه که به مرگ محکوم شدم جان من را بگیرد؛ من مثل همیشه با کمال میل و ایمان کامل تسلیم پروردگار شده و زندگیم را دو دستی تقدیم ایشان می‌کنم و اگر خداوند بخواهد زنده بمانم و به امر پروردگارم این حکم شکسته و آزاد شوم با تمام انرژی و عشق مثل همیشه به کشورم و هموطنانم این بار با ایده‌های جدید و در چهارچوب قوانین کشورم خدمت خواهم کرد.
اما چه از دنیا بروم و چه قرار باشد زندگی کنم ایده‌هایم را برای پیشرفت هنر و پیشرفت اقتصادی کشورم عملی کنم، احتیاج به پول و هزینه‌های زندگی و کارم را دارم و در صورت مُردن برای آینده خانواده‌ام نیز احتیاج به همین پول دارم که خیالم از آینده‌شان راحت باشد.
و با خیال راحت مثل یک مرد با غیرت ایرانی این جهان را ترک کنم.
پس خواهشمندم همه کسانی که با تبلیغات مجانی من که آن هم البته لطف پروردگار بوده که من واسطه شوم به جایگاه و مقام و شهرت و درآمدزایی و ثروت رسیدند و تمامی کسانی که خودشان می‌دانند که به من بدهکارند هرچه سریعتر دین خودشان را قبل از حکم قطعی دادگاه ادا کنند و در این بازه زمانی که بین یک روز یعنی همین فردا تا یک زمان نامعلوم اما تقریباً حدس می‌زنم یکی دو ماه تا برقراری دادگاه آخر من هست، این بدهی را از طریق خانواده من به من پرداخت کنند و خواهش می‌کنم خیلی زود اقدام کنید چون اگر تو کوچه ما عروسی شد دقیقاً این روزها مهم است که بفهمم که کی پیشم ماند و دوست و خانواده واقعی من است چون من تمام درآمدم را صرف کمک به دیگران کردم و تنها با یک جفت کفش و تیشرت و دستگاه ماساژورم به ایران آمدم و هیچ پولی پس‌انداز نکردم زیرا که پس‌انداز کردن پول نشانه بی‌ایمانی به پروردگار است.
یا حق»— امیر تتلو، ۲۱ فروردین ۱۴۰۴
در ۲۷ فروردین ۱۴۰۴؛ اصغر جهانگیر (سخنگوی قوه قضائیه) به‌طور رسمی اعلام که حکم اعدام امیر تتلو صادر شده و در دیوان عالی کشور در حال رسیدگی است.

### انتقال به سلول انفرادی
در ۲ اردیبهشت ۱۴۰۴؛ خواهر امیر تتلو اعلام کرد که برادرش به علت درگیری با ۲ زندان‌بان، ۲ روز است که به سلول انفرادی منتقل شده است. علت این درگیری این بود که تتلو گمان می‌کرد زندان‌بان‌ها آمده‌اند تا او را برای اجرای حکم اعدام ببرند.

### ویس پخش‌شده از زندان
در ۱۴ اردیبهشت ۱۴۰۴؛ یک ویس از امیر تتلو با عنوان «اظهارات امیر تتلو در بازجویی» منتشر شد. تتلو در این بازجویی در مورد اعتقاد قوی به خدا، داشتن نمازخانه در ترکیه و نماز خواندن با سجده‌های طولانی صحبت می‌کند.

### تأیید حکم اعدام
در ۱۹ اردیبهشت ۱۴۰۴؛ پس از تأیید رسمی خواهر تتلو مبنی بر شکسته نشدن حکم اعدام بردارش، چهره‌ها و اشخاص هنر و ورزش ایرانی نسبت به این حکم واکنش نشان دادند و خواستار لغو حکم اعدام امیر تتلو شدند. از جمله این افراد می‌توان به هادی چوپان، مهدی طارمی، حامد بهداد، سحر قریشی، امین حیایی، بهرام افشاری، بهرنگ علوی، نرگس محمدی، بهنوش بختیاری، شهرام شکوهی، مازیار لرستانی، حمید هیراد، رضا علی‌پور و علی ضیا اشاره کرد.
طرفداران امیر تتلو، کارزار #لغو_اعدام_تتلو را راه‌اندازی کردند که در کمتر از ۲۴ ساعت این کارزار حدود ۲۹۰ هزار امضا جمع کرد و رکورد سریع‌ترین رشد امضا در تاریخ هشت ساله پلتفرم کارزار را شکست. همچنین در کمتر از ۴۸ ساعت تعداد امضاها به بیش از ۵۰۰ هزار رسید.

### خودکشی ناموفق
در ۹ خرداد ۱۴۰۴؛ پس از اینکه تتلو متوجه شد حکم اعدام او تأیید شده و شکسته نخواهد شد، اقدام به خودکشی کرد. این خودکشی موفقیت‌آمیز نبود و پس از آن تتلو در بخش مراقبت‌های ویژه بستری شد.

## شبکه‌های اجتماعی
تتلو یکی از پرحاشیه‌ترین چهره‌های ایرانی در شبکه‌های اجتماعی بوده و نظرات شخصی وی، و در پی آن واکنش طرفداران و مخالفانش در رسانه‌های اجتماعی، همواره خبرساز بوده و واکنش‌های زیادی را در پی داشته است. در همین باره، احسان شاه‌قاسمی از استادان دانشگاه تهران با انتقاد از افرادی که در شبکه‌ها تتلو را دنبال می‌کنند می‌گوید: «تتلو آزرده‌ای است که دیگران را آزار می‌دهد.» مخاطبان او عموماً دهه هشتادی‌ها هستند.

### نخستین بسته شدن صفحهٔ اینستاگرام

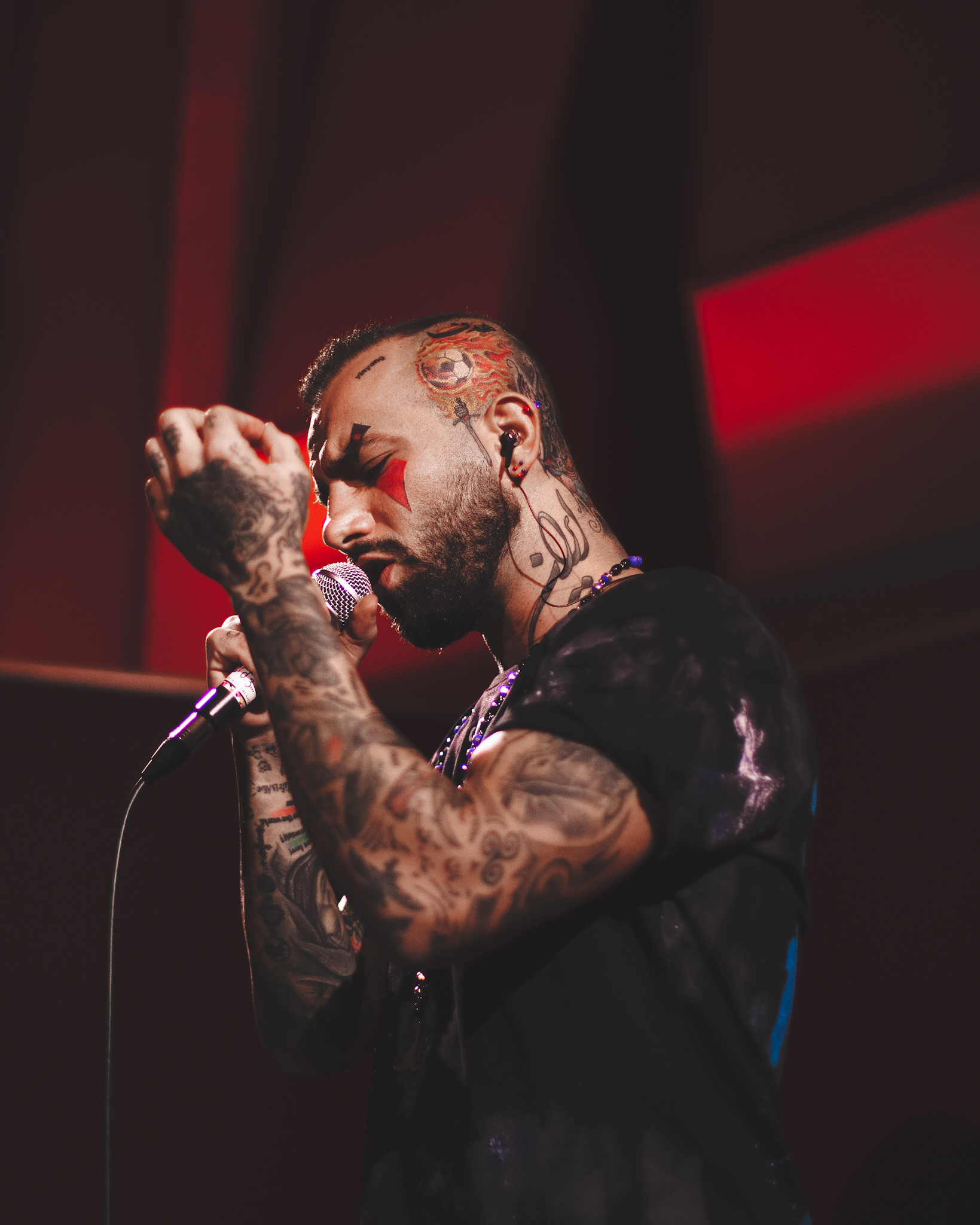
امیر تتلو هنگام اجرا در سال ۱۳۹۷

در ۱۳ آبان ۱۳۹۷، اینستاگرام اعلام کرد که صفحهٔ امیر تتلو را بسته است؛ چرا که تتلو در روزهای پیش از آن «جملاتی توهین‌آمیز علیه زنان» به‌کار برد و از هواداران مرد خود خواسته تا «زنان را کتک بزنند یا به آن‌ها توهین کنند.» اینستاگرام نوشت که امنیت کاربرانش «مهم‌ترین مسئولیت» این شرکت است و این شبکه اجتماعی در اجرای قوانین خود بسیار جدی است. تتلو تا پیش از بسته شدن حسابش حدود ۴ میلیون دنبال‌کننده داشت. وی پس از این رویداد با حساب کاربری جدید به فعالیت خود در اینستاگرام ادامه داد.

### دومین بسته شدن صفحه اینستاگرام
در ۶ اردیبهشت ۱۳۹۹ حساب تازهٔ اینستاگرام تتلو با بیش از ۴/۴ میلیون دنبال‌کننده، برای بار دوم بسته شد. این رویداد پس از آن رخ داد که وی در چند استوری نوشت که قصد دارد «حرم‌سرای سلطان» را راه‌اندازی کند و از دختران ۱۵ تا ۲۰ ساله خواست که به «حرم‌سرای» او بیایند. انتشار این استوری‌ها، که به دعوت برای رابطهٔ جنسی تعبیر شد، با واکنش منفی و شدید برخی کاربران توییتر و روزنامه‌نگاران ایرانی و ترک مواجه شد.
موجی از انتقادها از امیرحسین مقصودلو برای درخواست رابطه جنسی با دختران زیر سن قانونی به‌راه افتاد. چند نفر از فعالان حقوق زنان و روزنامه‌نگاران، با ترجمهٔ مطالب تتلو از اینستاگرام خواستند تا حساب او را ببندد. مقررات اینستاگرام ارائه خدمات جنسی و همچنین محتوای مربوط به سوءاستفاده جنسی از کودکان را ممنوع می‌کند. «سن قانونی رابطه جنسی» سنی است که فرد واجد صلاحیت دانسته می‌شود تا به‌اختیار و با رضایت خود رابطه جنسی برقرار کند. در ترکیه و برخی از کشورها رابطهٔ جنسی با فرد زیر سن قانونی تجاوز یا آزار محسوب می‌شود. حتی اگر خود آن شخص ابراز رضایت کرده باشد، باتوجه به سنش از نظر حقوقی صلاحیت آن را نداشته که چنین رضایتی را اعلام کند. یکی از برجسته‌ترین منتقدها به رفتار جنجالی تتلو، سروش لشکری، خواننده رپ مشهور به «هیچ‌کس» بود. هیچ‌کس در اینستاگرام خود مخاطبانش را به دنبال نکردن مطالب تتلو ترغیب کرد و نوشت: «واقعاً پشیمانم که به روی کار اومدن همچین آدمی کمک کردم.» برخی از هواداران تتلو می‌گویند که مطالب او به شوخی بوده و تتلو به زور کسی را به کاری وانداشته است ولی از سمت مقابل، مخالفان تتلو می‌گویند که «یک دختر ۱۵ ساله از نظر قانون قدرت تصمیم‌گیری ندارد.» آزاده اکبری همسر هیچ‌کس از نخستین کسانی بود که با انتشار تصویر پست‌های تتلو در اینستاگرام خواهان بسته شدن این صفحه شدند. در نهایت اینستاگرام حساب تتلو را به‌طور کامل حذف کرد. سخنگوی شرکت فیس‌بوک که اینستاگرام زیرمجموعه آن است گفت «ایمنی اعضا اولویت اصلی ماست و ما محتوایی که از کودکان بهره‌برداری می‌کند یا آنها را به خطر می‌اندازد را تحمل نمی‌کنیم. ما حساب امیر تتلو را به دلیل نقض سیاست‌های خود از کار انداختیم و او دیگر اجازه حضور در اینستاگرام را نخواهد داشت.» تتلو پس از بسته شدن حساب کاربری اینستاگرام‌اش و جنجال‌های پس از آن، گفت می‌خواهد آهنگی با نام «حرم‌سرا» منتشر کند. برخی از فعالان مدنی نیز خواستار آن شدند که آونگ موزیک، اسپانسر و لیبل وقت ترانه‌های تتلو، حمایت خود را از این خواننده قطع کند.

### رکوردهای اینترنتی
در شهریور ۱۳۹۸ تتلو از هوادارانش خواست تا اقدام به گذاشتن ده میلیون دیدگاه زیر پست او در صفحهٔ اینستاگرام‌اش کنند. در پایان، این اتفاق رخ داد و ۱۸ میلیون دیدگاه از سوی کاربران به صفحهٔ تتلو فرستاده شد و این رویداد واکنش افرادی مانند عمادالدین باقی و صادق زیباکلام و دیگر تحلیل‌گران و رسانه‌ها را در پی داشت که با یادداشت‌های خود به تحلیل و بررسی آن پرداختند.
در فروردین ۱۳۹۹ نیز گفت‌وگوهای زندهٔ وی در حساب اینستاگرامی‌اش بیننده‌های زیادی داشت و در یکی از گفت‌وگوها تعداد بینندگان به بیش از چهارصد هزار نفر رسید که نوعی رکورد محسوب می‌شد و بازتاب‌های زیادی در محافل رسانه‌ای داشت.
در واکنش به این اتفاق محمدرضا زائری روحانی مشهور، از مسئولان کشوری ایران «به دلیل بی‌اطلاعی از شرایط فرهنگی کشور و سانسور در کشور» انتقاد کرد. وی در توئیتی انتقادی نوشت:
«آقایان رئیس، مسؤول، مدیر، سیاستگذار، فقیه، بزرگ، عالم! اگر از واقعیت‌های دنیای امروز کشورتان (یک نمونه‌اش همین لایو اخیر تتلو؛ هم محتوایش و هم میزان مخاطبش) خبر دارید و باز هم مشکلتان هنوز نمایش ساز در تلویزیون و فیلترینگ تلگرام است که واویلا… و اگر خبر ندارید که واویلاتر!»
خبرگزاری مهر نیز با گزارشی با عنوان «تتلو رکورد می‌زند؛ وزیر ارشاد توئیت؛ سه احتمال برای جنجال لایو» به این رویداد پرداخت. این رسانه با انتقاد از واکنش مسئولان فرهنگی ایران در قبال تتلو و طرفداران زیاد این خواننده و «بی‌خبری مسئولان ایرانی از شرایط روز و تغییرات جامعه» نوشت:
«بی‌اعتنایی دستگاه رسمی فرهنگی کشور به او و اتفاقات پیرامون او که اتفاقات کوچکی هم نیستند (پرمخاطب‌ترین پخش‌زنده آنلاین ایرانی با ابتکار او برگزار شده است) آزاردهنده‌ترین قسمت ماجراست. واضح است که در عامه‌پسندی فعلاً کسی یارای مقابله با او در فضای اینستاگرام را ندارد؛ اما بی‌اعتنایی و ندیده گرفتن او از سوی دستگاه‌های رسمی و رسانه‌های جریان اصلی کشور آیا مثل همیشه ما را قدمی عقب‌تر نگه نمی‌دارد؟ از طرف دیگر واضح است که رفتن به سمت راه‌حل‌هایی چون فیلتر اینستاگرام؛ اگر چه ممکن است این اقدام به دلیل موارد دیگری معقول باشد؛ اما این‌جا مسئلهٔ ما را نه تنها حل نخواهد کرد بلکه دو گام به عقب خواهد راند. ابزارهای ورود تتلو به ذهن نوجوان ایرانی بی‌شمار است و با حذف و نبود یک اپلیکیشن یا یک پیام‌رسان بعید است اتفاقی برای این دروازه ورود رخ دهد؛ اگر اشتیاق به او را افزایش ندهد. به این ترتیب به نظر می‌رسد که هر نوع دخالت سلبی در روند این ماجرا نه تنها بی کارکرد باقی خواهد ماند بلکه به احتمال زیاد به نارسایی هر نوع اقدام پسینی بعدی منجر خواهد شد. چنانچه گفتیم چاره نه نابودن کردن راه‌های دسترسی نوجوانان ایرانی به تتلو و نه پذیرش تتلو و رفتن به سراغ راه‌های مبتذلی چون خودی کردن تتلو از راه تزریق پول و مجوز و… به او برای ساخت موزیک‌های حماسی ملی و مذهبی و… است (راهی که تجربه شد و امروز به عنوان یکی از بی‌سیاست‌ترین تجربه‌های فرهنگی تاریخ ایران از آن یاد می‌شود) چاره در اولین گام پذیرش این است که آدم‌های زیادی در ایران هستند که تتلو را پذیرفته‌اند و بعد گفتگو دربارهٔ این است که حالا قرار است چه شود؟ طبیعی است که این پذیرش به معنای قبول کردن و رسمیت دادن به طیفی از علاقه‌های به شدت عوامانه و در موارد متعددی مبتذل نیست و بحث در این‌جا فقط پذیرش این گزاره است که باید جدی گرفت آدم‌هایی را که واقعاً وجود دارند و واقعاً چنین فکر می‌کنند و واقعاً چنین زندگی می‌کنند.»
وبگاه سلام نو نیز نوشت:
«تتلوی امروز محصول رفتارهای عجیب و غریب سیستم مدیریت فرهنگی و جریان‌های خاص سیاسی با خواننده‌ای است که عشق خواندن و مشتی هوادار داشت. بعد از بازداشت و بگیر و ببندهایی که بیشتر به معروفیت او کمک کرد، برخی که دستی در سیاست داشتند به دایره تأثیر اجتماعی‌اش که نگاه کردند وعده مجوز دادند، روی ناو بردند و برایش آهنگ ارزشی تولید کردند و به دیدار نامزد مطلوب خود بردند. بعد از تمام این‌ها مجوز که ندادند هیچ، با برخورد چکشی خواستند سر به راهش کنند. ادای سر به راه‌ها را درآورد و بعد از فرار عصیان کرد بر علیه هرچه دروغ و فشاری که دیده بود. این عصیان نه تنها هوادارانش را کم نکرد بلکه بیشتر هم کرد. حالا تتلو یک خواننده خاص بود که البته عصیانش بوی لجن می‌داد. اگر چشم طمع به فالورهای تتلو نداشتند و اگر این همه آزارش نمی‌دادند او حالا یا فراموش شده یا خواننده‌ای سطح دو و سه بود که یک آهنگ خوب و چهار آهنگ بد داشت، اما حالا او از یک مسئله تبدیل به مشکلی شده که حل شدنی نیست و هر روز بحرانی جدید می‌زاید.»
مصطفی داننده، روزنامه‌نگار، در یادداشتی که در فروردین ۱۳۹۹ در سایت عصر ایران منتشر شد، می‌گوید:
«برای نوشتن این یادداشت مجبور شدم بخشی از لایوهای تتلو که در شبکه‌های اجتماعی منتشر شده است را ببینم. از نظر من بی‌ادبانه، مستهجن و خالی از فکر و اندیشه بود. اما خوب برخی از آدم‌ها این رفتارها را دوست دارند … بخشی از مردم جهان از اینکه پای صحبت‌های پوچ و بی‌پایه بنشینند، لذت می‌برند … نسل‌ها نسبت به نسل قبلی خود دچار تحول می‌شوند. همان‌طور که روزگاری نوجوانان و جوانان، عاشق سینه‌چاک کباب، جگر و مرغ بودند و حالا به پیتزا، ساندویچ و غذاهای فست فودی دل سپرده‌اند. نمی‌شود انتظار داشت آدم‌ها همیشه یک رنگ و یک شکل بمانند. مردم تغییر می‌کنند و این حضور شبانه در فضای مجازی، نشان همین تغییر است. تتلیتی‌ها یا همان طرفداران امیرحسین مقصودلو، او و سبک زندگی‌اش را انتخاب کرده‌اند به همین سادگی. همان‌طور که من و امثال من، سبک دیگری را برای زندگی خود انتخاب کرده‌ایم. واقعاً اگر در یک جامعه همه مثل هم بودند باید انگشت به دهان بگذاریم و تعجب کنیم. شاید اگر در دهه‌های قبل، می‌پذیرفتیم که سلیقه‌های مختلف در جامعه وجود دارد و به آن‌ها اجازهٔ عرض اندام می‌دادیم امروز با دیدن حضور نیم میلیونی در یک لایو، این‌گونه دچار سرگیجه نمی‌شدیم.»
در فروردین ۱۳۹۹ و در دوران شیوع کرونا ویروس گفت‌وگوی اینستاگرامی تتلو با ندا یاسی در رسانه‌های اجتماعی، با ۶۲۶ هزار بیننده همزمان رکورد منحصر به فردی در این زمینه برجای گذاشت.

### یوتیوب
پس از ناکامی تتلو برای بازگشت به اینستاگرام او یک شبکه اجتماعی دیگری را برای ارتباط با مخاطبان خود انتخاب کرد. تتلو در کانال تلگرام خود از همهٔ هوادارانش خواست که اینستاگرام را ترک کرده و به یوتیوب بپیوندند. پس از بازگشت تتلو به یوتیوب تصمیم به رکورد یوتیوب گرفت و از هوادارانش خواست که زیر پست آهنگ یه سرم به ما بزن در یوتیوب دیدگاه بگذارند و هوادارانش دیدگاه گذاشتند و نظرات زیر آن از ۱۹ میلیون رد شد.

## باورها و گرایش‌ها
باورها و گرایش‌های امیر تتلو در طول بیش از ۱۵ سال فعالیت هنری‌اش دستخوش تغییرات بسیاری شده است. این تغییرات در برخی از مواقع به حدی زیاد بود که برخی از منتقدان از آن به عنوان «رنگ عوض کردن» نام می‌برند. وی در مسائل سیاسی، در دوره‌های مختلف، رویکردهای کاملاً متفاوتی در پیش گرفت. در انتخابات مناقشه‌برانگیز ریاست‌جمهوری سال ۱۳۸۸ وی با انتشار آهنگی، از میرحسین موسوی حمایت کرد. سپس در سال‌های بعد با اظهارنظر در مورد موضوعات مختلف همانند حجاب، به گروه‌های منتسب به اصول‌گرا نزدیک شد و حتی در انتخابات ریاست جمهوری سال ۱۳۹۶ از ابراهیم رئیسی حمایت کرد. تتلو در سال ۱۳۹۷ پس از خروج از ایران در مصاحبه‌ای که با بهزاد بلور انجام داد، گفت که اگر بخواهد اکنون از کسی حمایت کند از محمود احمدی‌نژاد حمایت خواهد کرد.
پس از نخستین بازداشت امیر تتلو در سال ۱۳۹۲، وی در مقاطع مختلف در فضای مجازی به طرفدارانش اعلام کرد که از برخی کارهایش پشیمان است و اقرار می‌کند که بعضی رویه‌هایی که پیش گرفته بوده اشتباه بوده تا زمانی که در نامه‌ای که منتسب به اوست نوشت: «علی‌رغم میل باطنی‌ام قدیم یک کارنامه بدی از نظر خیلی‌ها داشتم که باید پاسخگو باشم و پاسخگو هم می‌شوم و ان‌شاءالله که بتوانیم مجوز را بگیریم و بتوانیم تو ایران کار کنیم.» انتشار موزیک ویدئوی «انرژی هسته‌ای» که روی ناو جماران نیروی دریایی جمهوری اسلامی ایران ضبط شد و مضمون آن حمایت از سیاست‌های حکومت ایران در پرونده هسته‌ای بود باعث جنجال‌های بسیاری شد. این موزیک‌ویدئوی پرخرج، تقریباً همزمان با مذاکرات هسته‌ای منتشر و در آن به «خلیج مسلح فارس» هم اشاره شد. در همان زمان بسیاری از منتقدان تتلو این اقدام او را به سخنانش دربارهٔ تلاش برای کسب مجوز مرتبط دانستند و گفتند که این کار را برای جلب رضایت مسئولان انجام داده است. او در مصاحبه با رضا رشیدپور که در سال ۱۳۹۴، پس از انتشار موزیک ویدئوی «انرژی هسته‌ای»، انجام شد، به فعالیت‌های بیرون از ایران خودش در سال‌های گذشته اشاره کرد و گفت آن کارها اشتباه بوده است و اصولی که به آن معتقد است عوض شده‌اند. تتلو کمی بعدتر، موزیک ویدئوی دیگری به نام «شهدا» ساخت. در این آهنگ او به شخصیت‌های هسته‌ای کشته شدهٔ ایران اشاره کرد. او بعد از انتشار موزیک ویدئوی «انرژی هسته‌ای» که موجب شد عده‌ای برای انتقاد از او موضوع محمدرضا شجریان و تصنیفی که با نام «تفنگت را زمین‌بگذار» در حمایت از معترضان انتخابات سال ۸۸ را پیش بکشند، از هوادارانش در شبکه‌های اجتماعی خواست «بغ‌بغو» کنند. بسیاری از مخاطبان تتلو هم به این خواسته او پاسخ دادند. بعد از این اتفاقات، بسیاری از جامعه‌شناسان این حواشی را بررسی کردند. در یک نمونه، کوروش محمدی، رئیس انجمن آسیب‌شناسی اجتماعی دربارهٔ این موضوع گفت طبیعتاً چنین اعمالی مانند عمل تتلو «نوعی انحراف و مدیریت نشده» است.
«یعنی در جامعهٔ ما به‌طور کلی هیجانات به درستی مدیریت نمی‌شوند. به همین دلیل می‌بینید یک خواننده مثل تتلو یا یک ورزشکار از فضاهایی که فضای ارزشی جامعه تلقی می‌گردد به راحتی استفاده می‌کند. چنان‌که مشاهده کردید؛ وی از کلیپ‌هایی استفاده کرده است که در شرایط حاضر کسی تصور نمی‌کرد که تتلو با توجه به سابقه و پیشینه‌ای که داشته بتواند به راحتی وارد چنین فضایی شود.»
امان‌الله قرایی مقدم، جامعه‌شناس و استاد دانشگاه نیز می‌گوید:
«این ماجرا به‌طور قطع نشان از یک ابتذال فرهنگی و بالاتر از آن یک فروریختگی فرهنگی است که من تمام تقصیر را کاملاً متوجه مسئولان فرهنگی کشور در تمام دهه‌های گذشته می‌دانم و در این میان البته بیشترین تقصیر متوجه برنامه‌ریزان فرهنگی است … شما تمام آدم‌ها را از قشرهای مختلف می‌توانید مشاهده کنید. از طبقات بالای جامعه گرفته تا متوسط و پایین. طبقه اجتماعی در این میان آن‌قدر اهمیت ندارد. وقتی یک جامعه دچار آلودگی فکری و انحطاط اخلاقی می‌شود، دیگر طبقه اجتماعی نقشی در این زمینه ندارد. در حال حاضر ارزش‌های جامعه رنگ باخته است. ضمن آن‌که من تأکید می‌کنم مشکل اصلی را نباید در این جوانان مشاهده کرد؛ ما چه چیزی به آن‌ها داده‌ایم که حالا انتظار داشته باشیم بغ‌بغو نکنند؟»

### تتلیتی
تَتَلیتی یک آلبوم موسیقی از امیر تتلو است. تتلیتی همچنین نامیست که هواداران او با آن شناخته می‌شوند. تتلیتی‌ها که عموماً نوجوان هستند با هم شبکه می‌شوند و در فضای مجازی حضور دارند. تتلیتی‌ها از رسوم و آیین‌های خاصی برخوردارند. از جملهٔ آن‌ها «دورهٔ پاکی» نام دارد که در آن تتلیتی‌ها باید نیت کرده، و از گناه و انرژی منفی و بدی کردن خودداری کنند. عکس‌های پربیننده‌ای که از او در شبکه‌های اجتماعی منتشر شده است، بیشتر اوقات او را با پیراهن رکابی و انبوه نقش‌های عجیب خالکوبی شده روی بدنش نشان می‌دهد. صفحهٔ او در اینستاگرام با بیش از ۴ میلیون نفر دنبال‌کننده، توسط برخی از منتقدان، «ارتش بزرگ تتلیتی‌ها» نام گرفته است.
در سال ۱۳۹۴، تتلو در صفحهٔ اینستاگرام خود نوشت: ″قهرمان جهان که شدیم همه هم واقعاً می‌فهمن تنها چیزی که غیرممکنه؛ غیرممکنه و همه دنیا فهمیدن استعداد ایرانی یعنی چی و دیگه همه بهش احترام می‌ذارن. هنوز همه وقت دارن بخندنااا … آقا دور هم بخندیم اصلاً… هرکی نگه بغ‌بغو…″ در پاسخ به این دعوت هزاران نفر از تتلیتی‌ها در فضای مجازی ″بغ‌بغو″ کردند.
پس از بازداشت تتلو ده‌ها نفر از تتلیتی‌ها با تجمع در برابر دادگاه، خواستار آزادی وی شدند. آن‌ها همچنین اقدام به هم‌رسانی شعارها و هشتگ‌هایی در تأیید بی‌گناهی تتلو کردند. ظرف سه روز پس از دستگیری او در سال ۱۳۹۵ در اینستاگرام هفتصد هزار کامنت دربارهٔ او پست شد. هشتگ‌هایی چون #تتلو، #تتلو_را_آزاد_کنید و #جای_هنرمند_زندان_نیست در رسانه‌هایی چون اکس (توییتر سابق) و اینستاگرام داغ شدند. هواداران او همچنین دربرابر دادسرا تجمع برگزار کردند.
پس از این که امیرمهدی ژوله در شهریور ۱۳۹۴، در یک استندآپ کمدی در برنامهٔ خندوانه، در کنایه به تتلو و تتلیتی‌ها گفت: ″من اگه نویسنده نمی‌شدم، خواننده می‌شدم… اسمم هم می‌گذاشتم ژوله‌یا!، یا فکر کنید اسممو می‌گذاشتم امیر ژوژولو و طرفدارام هم می‌شدن ژوژولی‌ها″ سیل کامنت‌های انتقادی تتلیتی‌ها روانه صفحهٔ اینستاگرام او شد.
پس از بازداشت تتلو در شهریور ۱۳۹۵، تتلیتی‌ها سیلی بی‌سابقه از کامنت‌های خود را روانه حساب اینستاگرام رهبر ایران کردند. آن‌ها با اعلام بی‌گناهی تتلو تقاضای آزادی او را کردند.
سالار کاشانی از رادیو زمانه می‌گوید:
«تتلیتی‌ها فقط یک جمع طرفداری نیستند. تتلو پیامبر یک مرام و حتی مبتکر آیین‌هایی ویژه برای تتلیتی‌هاست. یکی از این آیین‌ها «دورهٔ پاکی» است؛ دوره‌ای که در آن تتلیتی‌ها نباید دست از پا خطا کنند و خصوصن سمت رابطه با جنس مخالف بروند: «برای دورهٔ پاکی چهارده روزه باید این‌جوری نیّت کرد: پروردگارا چهارده روز به طبیعت و موجوداتی که آفریدی احترام میذارم و عشق می‌ورزم و هیچ انرژی منفی‌ای در طبیعت آزاد نمی‌کنم به نیت پاکی روح و جسم از گناه و انرژی منفی و پرداختن بدهی طبیعت. به این صورت دورهٔ پاکی شروع می‌شه و چهارده روز باید هیچ موجودیو نکشید و نخورید و دل هیشکیو نشکونید و کارای بد نکنید و حتماً ورزش کنید که همه چی از راه عرق کردن از بدنتون خارج بشه». او در یکی از فراخوان‌هایش در شبکه‌های اجتماعی از تتلیتی‌هایش خواست برایش «بغ‌بغو» کنند. با گذشت چند ساعت هزاران تتلیتی به دعوت پیامبرشان لبیک گفتند.»

### گیاه‌خواری
تتلو یک گیاه‌خوار وگان است و در نوشته‌ای از اینکه چندسال است گوشت‌خواری را ترک کرده و گیاه‌خوار شده خبر داده است. به همین سبب، وی برای خودش عنوان «پسر طبیعت» را برگزیده و در بین دوستدارانش نیز با این عنوان شناخته می‌شود.

## کنسرت‌ها

### گرجستان

#### کنسرت در تفلیس

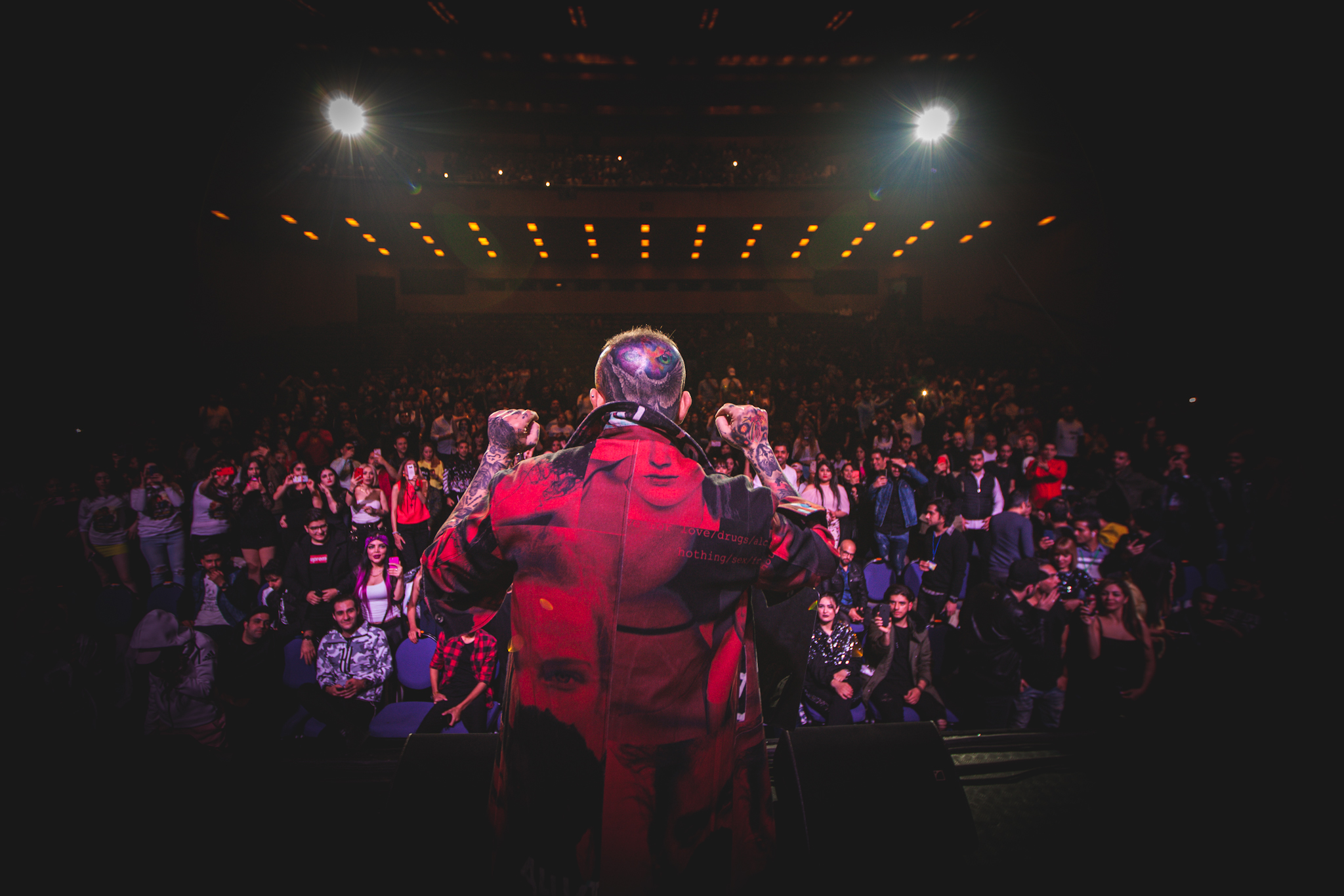
کنسرت امیر تتلو در تفلیس، گرجستان

امیر تتلو پس از ۱۶ سال از آغاز فعالیتش، توانست نخستین کنسرت رسمی خود را در چهارم فروردین ۱۳۹۸ در تفلیس، در کشور گرجستان با حمایت کمپانی آونگ در حدود ۳ ساعت و نیم برگزار کند که بسیار مورد استقبال طرفدارانش قرار گرفت. نخستین کنسرت او با حضور حدود ۶۰۰ الی ۷۰۰ نفر از طرفداران او برگزار شد، در حالی که قرار بود نخستین کنسرت تتلو تابستان ۹۷ و در ترکیه، در سالنی ۲۰ هزار نفره برگزار شود اما به دلیل عدم استقبال لغو شد. تتلو در روی صحنه این کنسرت ماری‌جوانا کشید و هوادارانش را نیز به این کار تشویق کرد. این رفتار تتلو اعتراضات گرجی‌ها را برانگیخت و تجمعی در اعتراض به آن در برابر سفارت ایران در تفلیس برگزار شد.

### ترکیه

#### نخستین کنسرت در استانبول
نخستین کنسرت تتلو در کشور ترکیه، ۲۹ مرداد ۱۳۹۸ در سالن ۶ هزار نفری اورا آرنا در شهر استانبول، برگزار شد. نزدیک به ۶ هزار نفر از هواداران امیر تتلو در این کنسرت حضور داشتند و سالن تقریباً پر شده‌بود. نزدیک به ۳۰ هزار نفر نیز از طریق یوتیوب به صورت زنده این کنسرت را تماشا می‌کردند.

#### دومین کنسرت در استانبول

کنسرت امیر تتلو در استانبول، ترکیه

دومین کنسرت تتلو در ۲۹ مهر ۱۴۰۰ در سالن ۶ هزار نفری اورا آرنا در شهر استانبول، کشور ترکیه برگزار شد. نزدیک به ۷ هزارو ۵۰۰ نفر از طرفداران امیر تتلو در این کنسرت حضور داشتند و سالن کاملاً پر شده‌بود. این کنسرت با حاشیه‌های فراوانی نیز همراه بوده است. نکتهٔ دیگر این کنسرت، پخش نشدن کنسرت از یوتیوب به صورت زنده بود که تتلو اجازه این کار را نداده‌بود.

#### سومین کنسرت در استانبول
سومین کنسرت تتلو در ترکیه، ۱۲ اردیبهشت ۱۴۰۱ در سالن ۶ هزار نفری اورا آرنا در استانبول، برگزار شد.

#### نخستین کنسرت در آنتالیا
تتلو در ۱۸ فروردین ۱۴۰۲ نخستین کنسرت خود را در آنتالیا، ترکیه برگزار کرد.

#### چهارمین کنسرت در استانبول
امیر تتلو چهارمین کنسرت خود را در شهر استانبول به صورت یک کنسرت خصوصی برگزار کرد. در این کنسرت تعداد بلیط‌ها محدود بود و قیمت بالایی داشت.

### آلمان

#### کنسرت در اوبرهاوزن (لغو شد)
در ۶ آبان ۱۴۰۲، قرار بود امیر تتلو در اوبرهاوزن کنسرتی با گنجایش ۱۳ هزار و ۵۰۰ نفری در سالن «رودولف وبر آرنا» برگزار کند که لغو شد. ایرانیان خارج از کشور کمپینی علیه تتلو به دلیل «توهین به زنان ایران و مهسا امینی» راه‌اندازی کردند که دلیل اصلی لغو کنسرت تتلو در آلمان بود.

## ترانه‌شناسی

### آلبوم‌ها
- زیر همکف (۱۳۹۰)
- تتلیتی (۱۳۹۲)
- من (۱۳۹۳)
- شماره ۶ (۱۳۹۴)
- ممنوع (۱۳۹۴)
- شماره ۷ (۱۳۹۵)
- قهرمان (۱۳۹۶)
- امیر (۱۳۹۶)
- سایه (۱۳۹۷)
- جهنم (۱۳۹۷)
- برزخ (۱۳۹۸)
- ۷۸ (۱۳۹۹–۱۳۹۸)
- شیطان (۱۴۰۱–۱۳۹۹)
- فرشته (۱۴۰۰)
- سهم (۱۴۰۰)
- بُهت (۱۴۰۱)
- کص‌موس (۱۴۰۱)
- یین یانگ (۱۴۰۲) (نیمه‌کاره)
- بهشت (۱۴۰۲) (نیمه‌کاره)